# Municipio de Foster (condado de Madison)
El municipio de Foster (en inglés: Foster Township) es un municipio ubicado en el condado de Madison en el estado estadounidense de Illinois. En el año 2010 tenía una población de 4091 habitantes y una densidad poblacional de 50,4 personas por km².

## Geografía
El municipio de Foster se encuentra ubicado en las coordenadas 38°57′44″N 90°6′14″O / 38.96222, -90.10389. Según la Oficina del Censo de los Estados Unidos, el municipio tiene una superficie total de 81.18 km², de la cual 79.93 km² corresponden a tierra firme y (1.53%) 1.24 km² es agua.

## Demografía
Según el censo de 2010, había 4091 personas residiendo en el municipio de Foster. La densidad de población era de 50,4 hab./km². De los 4091 habitantes, el municipio de Foster estaba compuesto por el 94.48% blancos, el 2.47% eran afroamericanos, el 0.49% eran amerindios, el 0.68% eran asiáticos, el 0.07% eran isleños del Pacífico, el 0.42% eran de otras razas y el 1.39% pertenecían a dos o más razas. Del total de la población el 1.91% eran hispanos o latinos de cualquier raza.